# 사카에촌 (이바라키현)
사카에촌(栄村)은 이바라키현 니하리군에 존재했던 촌이다. 현재의 쓰쿠바시 남동부에 해당한다.

## 역사
- 1889년 4월 1일 - 정촌제 시행에 의해 니하리군 사카에촌이 성립하였다.
- 1955년 7월 22일 - 고코노에촌 구리하라촌과 합병해 사쿠라촌이 성립하여, 동일 사카에촌은 폐지되었다.
- 1987년 11월 30일 - 쓰쿠바군 야타베정, 도요사토정, 오호정과 합병해 쓰쿠바시가 성립하였다.

## 참고문헌
- 角川日本地名大辞典 8 茨城県